# The Encyclopedia of Science Fiction
The Encyclopedia of Science Fiction es una obra de referencia de la ciencia ficción, publicada por primera vez en 1979, con Peter Nicholls como editor principal. En 1993 fue publicada una segunda edición ampliada, coeditada por John Clute y Peter Nicholls. La tercera edición fue publicada el 3 de octubre de 2011 en Internet.

## Historia de la publicación
La primera edición se publicó en el Reino Unido en 1979 bajo el título The Encyclopedia of Science Fiction: An Illustrated A to Z, con Peter Nicholls como editor principal y John Clute como editor asociado. Fue retitulada The Science Fiction Encyclopedia al ser publicada por Doubleday en los Estados Unidos. Su texto se acompañaba de numerosas fotografías en blanco y negro de autores, libros y portadas de revistas, películas y proyectos de televisión, y ejemplos de trabajos artísticos.
La segunda edición apareció en 1993 bajo el nombre de The Encyclopedia of Science Fiction, con Peter Nicholls y John Clute como coeditores, siendo publicada por Orbit Books en el Reino Unido y por St. Martin's Press en los Estados Unidos. Esta segunda edición contenía 1,3 millones de palabras, casi el doble de las 700.000 palabras de la primera, y, al contrario que la primera edición, carecía de ilustraciones. Las ediciones de St. Martin's Press posteriores a 1995 incluyen una adenda. En 1995 apareció también una versión en CD-ROM bajo el título The Multimedia Encyclopedia of Science Fiction. Esta contenía actualizaciones de texto, cientos de portadas de libros y fotos de autores, y videos de autores extraídos de la serie Prisioneros de la Gravedad de TVOntario.
Todas las ediciones en papel y en CD-ROM se han dejado de fabricar. En julio de 2011, Orion Publishing Group anunció que la tercera edición de la enciclopedia se lanzaría en línea más tarde ese mismo año por ESF Ltd en asociación con Victor Gollancz, de Orion. El "texto beta" de la tercera edición se apareció en línea el 3 de octubre de 2011.

## Ediciones
- Nicholls, Peter (1979). The Encyclopedia of Science Fiction: An Illustrated A to Z. St Albans, Herts, UK: Granada Publishing Ltd. pp. 672. ISBN 978-0-246-11020-6.
- Clute, John; Nicholls, Peter (1993). The Encyclopedia of Science Fiction (2ª edición). Londres: Orbit Books. p. xxxvi + 1370. ISBN 978-1-85723-124-3.
- Clute, John; Nicholls, Peter (1995). The Encyclopedia of Science Fiction (2ª edición). Nueva York: St. Martin's Press. p. xxxvi + 1386. ISBN 978-0-312-13486-0.
- Clute, John; Nicholls, Peter (1995). The Multimedia Encyclopedia of Science Fiction (CD-ROM). Danbury, CT: Grolier Science Fiction. ISBN 978-0-7172-3999-3.
- Clute, John; Nicholls, Peter (1999). The Encyclopedia of Science Fiction (2ª edición). Londres: Orbit Books. p. xxxvi + 1396. ISBN 978-1-85723-897-6.